# Zabrodzie (Szydłowo)
Zabrodzie (deutsch Gramattenbrück) ist ein Dorf in der  Landgemeinde (Gmina) Szydłowo (Groß Wittenberg) im Powiat Pilski (Schneidemühler Kreis) der polnischen Woiwodschaft Großpolen.

## Geographische Lage
Das Kirchdorf liegt im Netzedistrikt des ehemaligen Westpreußen, am Zusammenfluss der Pilow und der Döberitz, etwa  20 Kilometer südwestlich von  Złotów (Flatow) und 15 Kilometer östlich von Wałcz (Deutsch Krone).

## Geschichte
Die Grenzregion des Netzedistrikts, in der das Dorf liegt, hatte ursprünglich zum Herzogtum Pommern gehört, war vorübergehend unter polnische Herrschaft gelangt und dann an die Markgrafen von Brandenburg gekommen. Im Rahmen der Ersten Teilung Polen-Litauens wurde das Dorf 1772 zusammen mit dem Landkreis Deutsch Krone mit Preußen wiedervereinigt.
Ortsbezeichnungen aus der Neuzeit sind Zabrodzie oder Garbacz (1660),  neupolnisch Gramacki most. Zabrodzie bedeutet Hinterfurt. Der erste Teil des deutschen Ortsnamens, „Gramatten“, wird von dem polnischen Wort gromada, für Haufen, Volksversammlung, hergeleitet. Am Zusammenfluss von Pilow und Döberitz war früher ein sowohl in Kriegs- als auch in Friedenszeiten für Zusammenkünfte genutzter traditioneller Versammlungsplatz.
Um 1925 hatte Gramattenbrück eine 5,7 km² große Gemarkungsfläche, auf der 24 bewohnte Wohnhäuser standen.
Im Jahr 1945 gehörte Gramattenbrück zum Landkreis Deutsch Krone im Regierungsbezirk Grenzmark Posen-Westpreußen der preußischen Provinz Pommern des Deutschen Reichs. Gramattenbrück war dem Amtsbezirk Kramske zugeordnet.
Im Februar 1945 wurde Gramattenbrück von der Roten Armee besetzt. Nach Beendigung der Kampfhandlungen wurde die Region seitens der sowjetischen Besatzungsmacht zusammen mit ganz Hinterpommern und der südlichen Hälfte Ostpreußens – militärische Sperrgebiete ausgenommen – der Volksrepublik Polen zur Verwaltung überlassen. Es wanderten nun Polen zu. Gramattenbrück wurde unter der polnischen Ortsbezeichnung „Zabrodzie“ verwaltet. Die einheimische Bevölkerung wurde von der polnischen Administration aus Gramattenbrück vertrieben.

### Demographie
| Jahr | Einwohner | Anmerkungen                                                                                            |
| ---- | --------- | --- |
| 1783 | –         | königliches Dorf, im Netzedistrikt in Westpreußen, Kreis Krone, 13 Feuerstellen (Haushaltungen)        |
| 1818 | 84        | königliches Dorf                                                                                       |
| 1864 | 153       | davon 147 Evangelische und sechs Katholiken                                                            |
| 1910 | 128       | am 1. Dezember, davon 115 Evangelische und 13 Katholiken; keine Einwohner mit polnischer Muttersprache |
| 1925 | 118       | darunter 114 Evangelische und vier Katholiken                                                          |
| 1933 | 94        | [ 7 ]                                                                                                  |
| 1939 | 91        | [ 7 ]                                                                                                  |